# Уилсон Фиск (киновселенная Marvel)
Уилсон Фиск (англ. Wilson Fisk), также известный как Кингпин (англ. Kingpin) — персонаж Кинематографической вселенной Marvel в исполнении Винсента Д’Онофрио. Он основан на одноимённом злодее Marvel Comics. По состоянию на 2024 год персонаж появлялся в трёх телесериалах: «Сорвиголова» 2015 года производства Marvel Television и «Соколиный глаз» 2021 года и «Эхо» 2024 года от Marvel Studios. Впоследствии Уилсон Фиск появится в телесериале «Сорвиголова: Рождённый заново» (2025).
Фиск — влиятельный бизнесмен и криминальный авторитет, возжелавший получить контроль над Нью-Йорком. Сформировав союзы с другими преступными синдикатами, Фиск использовал последствия битвы за Нью-Йорк, чтобы обрести власть в городе, и попытался восстановить Адскую кухню, разрушив и облагородив её. Преступная деятельность Фиска привела его к конфликту с линчевателем Сорвиголовой. Будучи одним из выживших после Щелчка Таноса, Фиск манипулировал Ронином, чтобы убить последнего руководителя мафии в спортивных костюмах, Уильяма Лопеса, тем самым захватив лидерство в организации. По окончании Щелчка Брюса Бэннера, Фиск вознамерился сохранить свой контроль над Нью-Йорком, что привело его к конфронтации с Соколиным глазом и Кейт Бишоп.
Д’Онофрио был удостоен положительных отзывов критиков за свою интерпретацию Кингпина. Роль Фиска принесла Д’Онофрио номинацию на премию «Сатурн» лучшему телеактёру второго плана.

## Создание образа

### Первое появление персонажа
Кингпин дебютировал в The Amazing Spider-Man Vol. 1 #50 (Июль, 1967) и был создан сценаристом Стэном Ли и художником Джоном Ромитой Прообразом Фиска послужили актёры Сидни Гринстрит и Роберт Миддлтон. В первой сюжетной арке с его участием в The Amazing Spider-Man #50-52 Фиск был показан как однозначный антагонист, необычно практичный в введении своих преступных дел. В последующих историях, также написанных Ли, он становится более карикатурным суперзлодеем, используя фантастические устройства для осуществления своих криминальных замыслов. В начале 1980-х персонаж претерпел значительное развитие: в комиксе Daredevil, сценаристом которого выступил сценарист и художник Фрэнк Миллер Кингпин представлен как коварный, хладнокровный криминальный авторитет, который постоянно остаётся вне досягаемости закона. Данный факт остаётся неизменным на протяжении десятилетий, а сам Уилсон Фиск получил широкую известность как заклятый враг Сорвиголовы. Он продолжает оставаться противником Человека-паука, Сорвиголовы, Эхо и Карателя.

### Кастинг и исполнение
Согласно шоураннеру сериала Стивену Денайту, изначально с утверждением Винсента Д’Онофрио на роль возникли проблемы из-за обеспокоенности президента Marvel TV Джозефа Лоуба его высоким гонораром. Однако позже выяснилось, что актёр является поклонником комиксов о Сорвиголове и оказался готов к переговорам о цене участия в проекте.
Винсент Д’Онофрио, утверждённый на роль Уилсона Фиска в июне 2014 года, заявил о намерении взглянуть на персонажа под другим углом в предстоящем сериале, а также выразил надежду, что его Кинпин останется последней версией злодея на экране. Говоря об образе Уилсона Фиска Д’Онофрио описал персонажа следующим образом: «Я попытался создать такого персонажа, который в одно мгновение смог бы пройти путь от невинного ребёнка до монстра, в зависимости от его эмоционального состояния. Я хотел, чтобы он выглядел как человек с суперсилой, чтобы когда он наносит удар, это был бы серьёзный удар». Коул Дженсен сыграл маленького Фиска во флэшбеках.

### Личность
Продюсер «Сорвиголовы» Стивен С. ДеНайт отметил, что «амбиции Фиска не сводятся лишь к желанию захватить город и заработать много денег; в нашей сериале мы рассказываем историю о том, как он встретил свою жену Ванессу, после чего эти двое полюбили друг друга. У нашего антагониста действительно есть любовная история. И за этой любовной историей вы проследите и будете эмоционально инвестированы в неё, увидите, как это влияет на него и как меняет его. Мне кажется, Винсент придаёт такую глубину герою, его игра просто поразительна». По мнению ДеНайта, Уилсон Фиск был очевидным выбором на роль антагониста первого сезона. Координатор трюков «Сорвиголовы» Филип Дж. Сильвера сравнил психологии Уилсона Фиска и Мэтта Мёрдока: «На мой взгляд, они фактически являются двумя сторонами одной медали. Оба персонажа стремятся что-то сделать для своего города. Мне кажется, что в определённый момент Кингпин становится воплощением чистой ярости и теряет какое-либо здравомыслие. Жестокость делает его безжалостным. В этом состоянии он просто продолжает напирать, пока не закончит. Это Кингпин, это Д’Онофрио. Он очень плавный, расчётливый человек, но когда его выводят из себя, он становится как бульдозер».

### Внешний вид
Художник по костюмам проекта Стефани Маслански отметила, что «у Уилсона Фиска уникальный образ. Его выбор отражает то, кто он есть и кем он стал. Как и в случае с костюмами Мэтта Мёрдока, я вдохновлялась комиксами с поправкой на их аутентичность и современность. Мы одевали Фиска в современном стиле, подчёркивающем приталенный силуэт. Он [стиль] классический и последовательный. Его одежда была сшита на заказ высококвалифицированным портным Майклом Эндрюсом, который хорошо разбирается в деталях современного дизайна». Важным реквизитом, использованным для Фиска в сериале, являются запонки его отца, о которых Маслански сказала: «[Отец Фиска] купил их в 1950-х или 60-х годах. Мы искали идеальные винтажные запонки».

## Биография персонажа

### Ранняя жизнь
В детстве он страдал от жестокости своего отца, политика-неудачника, который заставлял его постоянно смотреть на искорёженную стену и ассоциировать себя с ней. Однажды он сорвался на мать Уилсона, и тот в страшном гневе до смерти забил его молотком. Мать и сын расчленили тело, после чего в течение недели сбрасывали останки Билла Фиска в ближайшую реку.

### Конфликт с Сорвиголовой
За годы взросления Фиск намеревался сделать Адскую кухню лучше, превратив в место, где нет таких людей, как его отец. Для этого он планировал купить весь район, снести его и построить новую, лучшую Адскую Кухню. В 2015 году он вступил в конфронтацию с Мэттом Мёрдоком, адвокатом и линчевателем. Его противостояние с Сорвиголовой и отношения с Ванессой Марианной привели к потере веры его деловых партнёров вплоть до того, что те попытались отравить любимую женщину Фиска. Кроме того, верный помощник и лучший друг Уилсона Джеймс Уэсли был убит Карен Пейдж. Впоследствии Мёрдоку и его деловому партнёру Франклину «Фогги» Нельсону удаётся пролить свет на незаконную деятельность Фиска властям, в результате чего его арестовывает ФБР. Фиск пытается сбежать из-под стражи, но терпит поражение в бою с Мёрдоком в роли Сорвиголовы и попадает в тюрьму на острове Райкера.

### Заключение
Фиск содержится в тюрьме особо строгого режима и с помощью своего адвоката Бена Донована следит за Ванессой. Он использует остатки своего состояния, чтобы подкупить охранников тюрьмы. Однажды он знакомится с Фрэнком Каслом, линчевателем известным под прозвищем Каратель. Уилсон подстраивает всё так, чтобы Касл убил Даттона, заключённого, заправляющего тюрьмой до него, так как Даттон был причастен к смерти семьи Касла. После смерти Даттона, Фиск поручает заключённым и охранникам убить Карателя, однако в конечном итоге решает оставить его в живых, избивает и освобождает из тюрьмы, чтобы тот творил бесчинства в Нью-Йорке и подготовил город к возвращению Фиска. Позже Мэтт Мёрдок навещает Фиска в тюрьме, чтобы узнать об освобождении Касла. Уилсон увиливает, но Мёрдок угрожает ему, что он никогда не увидит Ванессу. Фиск нападает на Мэтта и заявляет, что как только он покинет тюрьму, он придёт по душу Мэтта и Фогги.

### Освобождение и возвращение в тюрьму
Фиску, упрочившему своё положение в тюрьме, удаётся выбраться на волю и внушить ФБР, что он готов пойти на сделку. С помощью манипуляций, запугивания и шантажа Фиск быстро и незаметно берёт ситуацию под свой контроль и возвращает себе былое влияние, используя агентов ФБР. С этого момента он начинает носить белый пиджак. Вновь одним из основных мотивов действий Фиска представлена его любовь к Ванессе. Также Кингпин вербует агента ФБР Бена Пойнтдекстера, который страдает психопатией. Фиск использует психическое расстройство и необычайные физические способности будущего Меченого, чтобы дискредитировать Сорвиголову и сделать более сговорчивыми преступных боссов. В итоге манипуляции Фиска Беном оборачиваются против него же, когда Мэтту удаётся настроить Пойнтдекстера против своего босса, который успел убить его девушку. В конечном счёте Мёрдок и Фиск заключают сделку: Кингпин отправляется в тюрьму, обещает сохранить втайне личность Сорвиголовы и отказаться от своей мести к нему, Карен Пейдж и Фогги Нельсону, а тот взамен не сдаёт полиции замешанную в убийстве Ванессу, обеспечивая её свободу ценой репутации Кингпина.

### Восстановление криминальной империи
Уилсон Фиск был среди тех, кто пережил Щелчка Таноса и использовал этот период времени, чтобы незаметно восстановить свою криминальную империю. Он заручается поддержкой мафии в спортивных костюмах и их лидера Уильяма Лопеса, у которого есть дочь по имени Майя, с которой Фиск познакомился, когда та была ребёнком. Используя спортивные костюмы в качестве пешек, он реорганизует их операции и использует для ведения дальнейшей преступной деятельности из штаб-квартиры, автомагазина под названием «Авторемонтная мастерская Толстяка». В это же время бывший агент ЩИТа и Мститель Клинт Бартон потерял всю свою семью из-за действий Таноса, что натолкнуло его на принятие имени «Ронин» и становление линчевателем, без разбору ликвидировавшим выживших представителей преступных синдикатов. Понимая, что деятельность Ронина ставит под угрозу его репутацию криминального авторитета Нью-Йорка, Фиск отправляет информатора предупредить Ронина об операциях и местоположении спортивных костюмов, исключив при этом упоминание о роли Фиска в группе. Ронин проникает в «Авторемонтную мастерскую Толстяка» и убивает всех членов мафии в спортивных костюмах, включая Уильяма Лопеса, что травмировало и сильно разозлило Майю. Поклявшись отомстить, Майя ставит перед собой задачу найти и убить Ронина.
Вслед за Щелчком Брюса Бэннера и последующим возвращением исчезнувшей половины населения Земли к Рождеству 2024 года выясняется, что Уилсон Фиск успешно восстановил своё влияние в преступном мире Нью-Йорка. Узнав о возвращении Ронина, Фиск заключает договор с Элеонорой Бишоп, главой «Службы безопасности Бишоп», чтобы расширить свои связи и усилить защиту от компрометации его империи. Без ведома Фиска, дочь Элеоноры, Кейт Бишоп заручается поддержкой Клинта Бартона и вместе с ним проводит расследование по делу мафии в спортивных костюмах. Взволнованная расследованием Бартона, Элеонора нанимает Елену Белову / Чёрную вдову через Валентину Аллегру де Фонтейн, чтобы выследить и устранить Бартона до того, как будут приданы огласке её сотрудничество с Фиском и роль в убийстве Армана Дюкена III. Элеонора проводит конфиденциальную встречу с Фиском, где просит прекратить их партнёрство, угрожая ему обнародованием записей об их встречах. Белова берётся за задание, намереваясь отомстить ему за предполагаемое убийство её сестры, Наташи Романофф / Чёрной вдовы. В ответ на угрозу, той же ночью Фиск отправляет своего подчинённого Казимира «Кази» Казимирчака убить Элеонору. Также он неохотно приказывает ему убить и Майю, узнав, что Бартон рассказал ей о его роли в смерти Уильяма Лопеса. После того, как покушение Кази на жизнь Элеоноры проваливается, Фиск лично прибывает на место происшествия с мафией в спортивных костюмах. Во время противостояния с Кейт, Фиск с лёгкостью побеждает её в рукопашную, однако ей удаётся нейтрализовать его при помощи взрывных стрел. Убегая с места происшествия, Фиск сталкивается с Майей, которая наставляет на него пистолет. Несмотря на попытки Кингпина воззвать к их семейным узам, Майя нажимает на курок.

### Попытка вернуть Майю Лопес
Спустя пять месяцев оказывается, что Фиск выжил и отделался лишь повреждением глаза. Его люди находят Майю в родном городе в Алабаме, после стычки им удаётся схватить её вместе с дядей Генри и двоюродной сестрой Бонни, но по звонку Фиска они отпускают всех. Фиск сам приезжает к ней и пытается вернуть к себе. Но Майя отказывается и бежит из города. Тогда Фиск берёт в заложники Бонни и их бабушку Чулу. Когда Майя встречается с Фиском, в ней, а затем в Бонни и Чуле просыпается магическая сила предков, и они побеждают людей Фиска. Майя пытается исцелить Фиску глаз, но этим только пробуждает у него воспоминания о трудном детстве. В итоге Фиск оставляет Майю и её семью и покидает Алабаму. Садясь в самолёт, он смотрит новости и заинтересовывается грядущими выборами на пост мэра Нью-Йорка.

## Критика
За роль Уилсона Фиска Д’Онофрио получил высокие оценки критиков, а его персонаж был отнесён к числу главных достоинств «Сорвиголовы» и сериалов Marvel от Netflix в целом. Лиз Шэннон Миллер из IndieWire положительно высказалась об актёрском составе первого сезона сериала, в частности о Винсенте Д’Онофрио, Вонди Кёртис-Холле и Чарли Коксе. Алекс Абад-Сантос из Vox назвал его «лучшей составляющей первой части [сериала]». Джит Хир, в своей статье для The New Republic, отметил, что в сериале Фиск, несмотря на свой статус антагониста, вызывает сочувствие и привязанность, в то время как Мэтт Пэтчес из Esquire прокомментировал, что шоу «требуется время, чтобы проработать характер персонажа, что неслыханно для злодея в КВМ. Фиск — романтик, идеалист, боец и не сильно отличается от своего оппонента в костюме». Говоря о выступлении Д’Онофрио в финальном сезоне сериала, Марк Хьюз из Forbes похвалил игру актёра, заявив, что это была «роль, которую я ранее считал неподъёмной, так как не мог представить, чтобы какой-нибудь актёр смог уловить хрупкий баланс между хитроумным злодейством, секретными уязвимостями и явной неординарной подачей, необходимой для того, чтобы действительно правильно показать персонажа. Д’Онофрио не только доказал, что я ошибался, но и поднял на новый уровень персонажа, у которого за несколько десятилетий были десятки историй в комиксах с множеством культовых арок».
После того, как Кингпин вернулся в КВМ, появившись в сериале «Соколиный глаз», многие фанаты сочли его чересчур сильным, по сравнению с версией персонажа из «Сорвиголовы». В ответ на это Д’Онофрио подтвердил, что это тот же самый Уилсон Фиск из сериала от Netflix и указал на несколько боевых сцен со своим участием, в частности на противостояние с Сорвиголовой в финале 1 сезона, где Фиск демонстрировал проявление сверхчеловеческой физической силы.

### Награды и номинации
В 2015 году Д’Онофрио был номинирован на премию EWwy Awards как «лучший актёр второго плана в драматическом сериале» за роль Фиска в первом сезоне. В 2016 году, он номинировался на премию «Сатурн» за «лучшую мужскую роль второго плана на телевидении». Также актёр неоднократно выступал номинантом на премию IGN Awards в категориях «лучший актёр на телевидении», «лучший злодей на телевидении» и «лучший драматический персонаж на телевидении» в 2015 и 2018 годах.